# Mambi反器材步槍
Mambi是一款由古巴生產的半自动反器材步槍。其名稱「Mambi」是源自在古巴獨立戰爭時期與西班牙王國對抗的一名反抗軍英雄的名字。

## 設計
Mambi是一款專門為破壞敵軍輕型地面載具、小船或直升機而設的武器。該步槍發射蘇聯的14.5×114毫米大口徑槍彈，採用犢牛式設計，並且以5發容量的彈匣供彈，只能進行半自動射擊。其槍口裝有制退器以協助射手降低部份後座力。

## 歷史
由於有關Mambi的資料不多，故認識這種武器的人比較少。目前從網上一些圖片可見，在1980年代於安哥拉作戰的古巴士兵亦有使用此槍。

## 使用國
- 古巴：目前仍裝備古巴軍隊。